# Pecica
Pecica (pronunciat en romanès: [ˈPet͡ʃʲ.ka]; en hongarès: Pécska; en alemany: Petschka; en serbi: Печка / Pečka) és una ciutat del comtat d'Arad (Romania). En l'antiguitat era un Dacian fortalesa anomenada Ziridava i avui és un important lloc arqueològic. Situat a 25 quilòmetres d'Arad, va ser declarada ciutat el 2004. El seu territori administratiu s'estén a l'altiplà d'Arad. La ciutat administra tres pobles: Bodrogu Vechi (Óbodrog), Sederhat (Szederhát) i Turnu (Tornya).
Segons el cens del 2011 la població de la ciutat té 12.762 habitants. La composició ètnica és la següent: el 62,2% de romanesos, el 28% d'hongaresos, el 8,4% de gitanos, el 0,33% eslovacs, el 0,36% de serbis i el 0,7% són d'altres nacionalitats o no declarades.

## Història
A causa de l'abundància de troballes arqueològiques de la zona, es va donar el nom a l'assentament d'un important període històric conegut com a cultura Periam-Pecica. La història de les localitats Pecica, Bodrogu Vechi, Sederhat i Turnu està estretament relacionada amb els esdeveniments que fan que tota la zona de l'altiplà d'Arad sigui molt memorable.

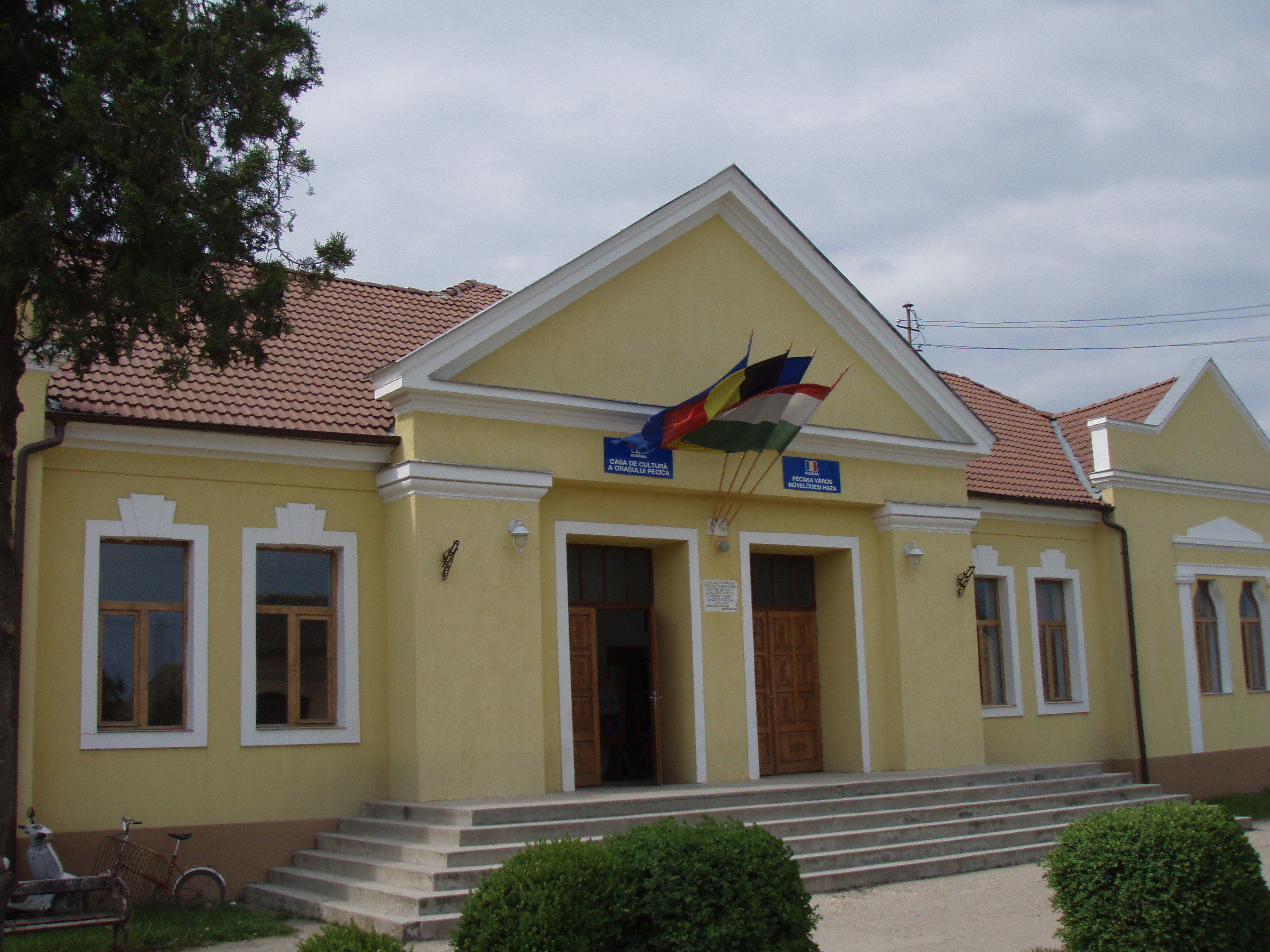
Centre Cultural Pecica

La primera menció en documents de la localitat es remunta al 1335, quan es coneixia com a Petk. Sederhat es va registrar només el 1913, Turnu el 1333 amb el nom de Mok, mentre que Bodrogu Vechi el 1422 amb el nom de Bodruch. Té una història política complexa amb períodes de govern otomà, períodes de la monarquia dels Habsburg, el Regne d'Hongria i el Regne de Romania. Després del Compromís Austrohongarès de 1867, va passar a formar part del Regne d'Hongria dins d'Àustria-Hongria fins al Tractat del Trianon. Des de llavors la ciutat forma part de Romania.

## Economia
Tot i que l'economia de la ciutat és predominant a l'agricultura, els sectors econòmic secundari i terciari també s'han desenvolupat recentment. A més de l'agricultura, la indústria de la gasolina i el gas rocós també està ben representada. La iniciació del punt de pas fronterer de Turnu i la retallada de les fonts d'aigua termal haurien de ser les possibilitats més importants per al desenvolupament econòmic de la ciutat.

## Turisme
Les atraccions turístiques inclouen l'església catòlica romana, el centre cultural Pecica i el parc "Lunca Mureșului".

## Residents notables
- Kuno von Klebelsberg (1875–1932), polític hongarès, ministre de l'Interior i ministre de Cultura
- Roman Ciorogariu (1852–1936), bisbe, periodista i educador ortodox romanès
- Marius Cihărean (nascut el 1975), aixecador de peses romanès
- Mircea Petescu (1943-2018), futbolista i entrenador romanès

## Ciutats germanes
- Woluwe-Saint-Pierre, Bèlgica
- Battonya, Hongria